# Force internationale d'assistance et de sécurité

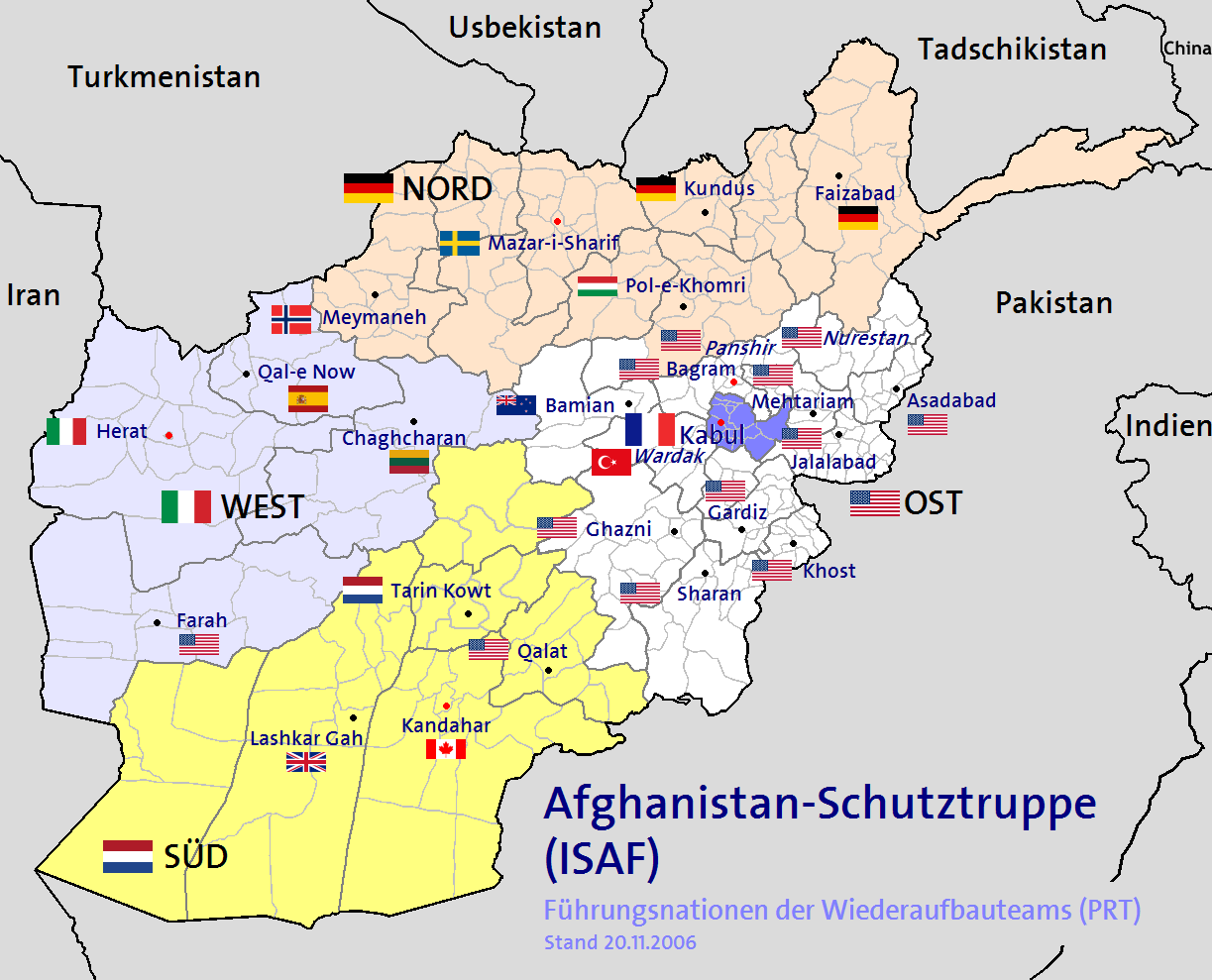
Zones d'attributions des divers contingents fin 2006.

La Force internationale d'assistance à la sécurité (FIAS) ou International Security Assistance Force (ISAF) opère en Afghanistan et constitue la composante militaire de la coalition, sous l'égide de l'OTAN opérant dans ce pays depuis la guerre d'Afghanistan de 2001. Elle est mandatée par les résolutions du Conseil de sécurité des Nations unies, depuis le 20 décembre 2001 (résolution 1386), contrairement à l'opération commencée le 7 octobre 2001, sous le nom d'Operation Enduring Freedom sous commandement militaire des États-Unis. Elle a été remplacée, au 1er janvier 2015, par la Mission Resolute Support.

## Mission et organisation
Son quartier général tactique est basé à Kaboul. La capitale afghane étant sous la responsabilité du Région de Commandement - Capitale.
Sa mission : « Conduite des opérations militaires dans la zone d'opérations pour aider le Gouvernement de la République islamique d'Afghanistan (GIRoA) dans l'établissement et le maintien d'un environnement sûr et sécurisé avec un engagement total des forces de sécurité nationales afghanes, en vue d'étendre l'autorité et l'influence du gouvernement, de manière à faciliter la reconstruction de l'Afghanistan et de permettre au GIRoA d'exercer sa souveraineté dans tout le pays. »
Elle regroupait, en octobre 2008, 50 700 personnes provenant de 41 pays ; ce nombre a été porté à 131 983 en février 2011 et 150 000 en juin de 48 pays, dont 8 n'étant pas intégrés à l'Alliance atlantique.
- Protéger le peuple afghan
- Renforcer les capacités des forces de sécurité afghanes afin qu'elles puissent assumer la sécurité de leur propre pays
- Contrer la guérilla des talibans
- Activer le renforcement du gouvernement afghan et le développement économique

## Commandants de la FIAS
|     | Prise de commandement | Nom                                  | Nationalité |
| --- | --------------------- | ------------------------------------ | ----------- |
| 1.  | 12/2001               | Major-Général John McColl            | Royaume-Uni |
| 2.  | 06/2002               | Major-Général Hilmi Akin Zorlu       | Turquie     |
| 3.  | 02/2003               | Lieutenant-Général Norbert Van Heyst | Pays-Bas    |
| 4.  | 08/2003               | Lieutenant-Général Götz Gliemeroth   | Allemagne   |
| 5.  | 02/2004               | Lieutenant-Général Rick Hillier      | Canada      |
| 6.  | 08/2004               | Général Jean-Louis Py                | France      |
| 7.  | 02/2005               | Général Ethem Erdagi                 | Turquie     |
| 8.  | 08/2005               | Général Mauro Del Vecchio            | Italie      |
| 9.  | 05/2006               | Général David Richards               | Royaume-Uni |
| 10. | 02/2007               | Général d'armée Dan K. McNeill       | États-Unis  |
| 11. | 06/2008               | Général d'armée David D. McKiernan   | États-Unis  |
| 12. | 06/2009               | Général d'armée Stanley McChrystal   | États-Unis  |
| 13. | 30/06/2010            | Général d'armée David Petraeus       | États-Unis  |
| 14. | 18/07/2011            | Général d'armée John R. Allen        | États-Unis  |
| 15. | 10/02/2013            | Général d'armée Joseph Dunford       | États-Unis  |
| 16. | 26/08/2014            | Général d'armée John F. Campbell     | États-Unis  |

## Résolutions du Conseil de sécurité des Nations unies autorisant les missions de la FIAS
Le Conseil de sécurité des Nations unies a adopté diverses résolutions afin de réglementer le cadre d'intervention de la FIAS :
- 1386 (20 décembre 2001)
- 1413 (20 juin 2002)[5]
- 1444 (février 2003)
- 1510 (13 octobre 2003)[5]
- 1563 (17 septembre 2004)
- 1623 (13 septembre 2005)
- 1707 (12 septembre 2006)
- 1776 (19 septembre 2007)
- 1833 (23 septembre 2008)

## Liste des participants à l'ISAF
Au 13 mars 2009, il y avait sous le commandement de l'ISAF 61 960 soldats engagés en Afghanistan ; ce nombre a été porté à 131 983 le 3 février 2011 En outre, la coalition avait perdu 2 237 soldats en opération ainsi que 92 autres hors d'Afghanistan.

### Albanie
300 soldats en 2009.
300 soldats des forces spéciales déployés qui opèrent dans la province de Kandahar. Le nombre de soldats déployés est resté stable depuis le début de l'entrée en guerre de l'Albanie. 2 soldats albanais ont été tués depuis le début des opérations en Afghanistan.

### Allemagne
2 800 personnes en 2006 ; 3 465 personnes en juin 2009 et 4 920 en 2011.

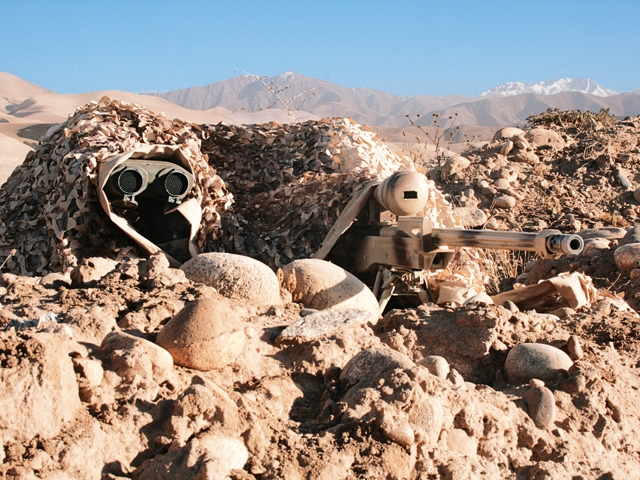
Équipe de tireurs d'élite allemands en opération.

Plus de 4 500 soldats, dont les forces spéciales KSK, ont été déployés, ainsi que des navires et des équipes luttant contre les menaces NBC. 49 soldats ont été tués (dont 4 lors d'opérations de déminage, 7 lors d'un crash d'hélicoptère, 1 dans un accident, 8 par des attentats suicides, 1 par une mine et 1 au combat, avant 2008).

### Australie
1 090 en 2009 et 1 550 en 2011.
L'Australie a déployé environ 300 commandos SAS, soutenus par 400 soldats œuvrant pour reconstruire le pays. Plusieurs frégates, deux avions P-3 Orion et des chasseurs F/A-18 sont également présents. 32 soldats australiens ont été tués.

### Belgique
±620 en 2009 et 530 en 2011.
Environ 500 hommes déployés, principalement pour la reconstruction (PRT + OMLT) à Kunduz et le déminage. Depuis le 1er septembre 2008, 4 chasseurs F-16 sont déployés à Kandahar soutenu par un détachement d'une centaine de militaires (techniciens, Ops et support). Une mission similaire avait déjà eu lieu entre 2005 et 2006 où 4 F-16 avaient été déployés à Kaboul. Ce nombre a été porté à 117 fin juillet 2009 à la suite de l'augmentation du nombre de F-16 (6 au lieu de 4). Celle-ci devrait durer jusqu'à fin 2010. La Belgique a également été chargé de la sécurité de l'aéroport de Kaboul jusqu'en 2012 ; deux militaires belges sont morts en opération (un des suites d'une méningite, l'autre à la suite d'une blessure accidentelle).

### Canada
Effectifs : 2 830 en 2009 et 2 905 en 2011, dont une quarantaine de commandos, 6 navires, 6 avions et 15 chars d'assaut Leopard 1 et Leopard 2 (depuis 2006 pour ces derniers).
Depuis le début de l'année 2006, les Forces armées canadiennes dirigent les opérations des forces alliées dans le Sud de l'Afghanistan et, durant l'été 2006, le Canada a commandé l'opération Médusa et fut la nation majeure durant la bataille de Panjwaii. Leur engagement militaire est débattu au Parlement du Canada par les partis d'opposition.
Au total, 40 000 militaires canadiens participent au conflit afghan entre 2001 et 2014. Parmi eux, 165 sont tués, dont 158 militaires et sept civils, et plus de 2 000 sont blessés.

### Croatie
150 en 2009 et 300 en 2011.
150 soldats dont 10 se trouvent dans la zone de Kandahar. Les 140 autres sont déployés avec les français dans la zone de Kaboul ou avec les Allemands dans la région de Mazar-e-Charif. À la fin 2011, la Croatie enverra 150 hommes de plus, portant ses effectifs à 300.

### Danemark
700 en 2009 et 750 en 2011.
Le Danemark a déployé également des forces spéciales ainsi qu'un avion de transport C-130. Par la suite, 6 F-16 spécialisés dans l'attaque au sol ont été envoyés sur place. Le Danemark a perdu 40 soldats depuis juillet 2001.
Au total, 12 000 militaires danois participent au conflit afghan, et 44 d'entre-eux y sont tués.

### Espagne
780 en 2009 et 1 470 en 2011.
L'Espagne a déployé 500 soldats sur le territoire afghan. 30 de ces soldats ont été tués depuis 2005, date de la première victime espagnole du conflit ; ainsi que 62 dans le crash d'un avion de transport au-dessus de la Turquie.

### États-Unis
29 820 en 2009 et 100 000 en 2011. Retrait des forces de combat en 2014 avec une force antiterroriste de 9 000 soldats.
Les États-Unis d'Amérique ont déployé environ 22 000 hommes dans le pays, notamment dans l'est, à la suite du déclenchement de la guerre en 2001. 1391 soldats américains ont été tués quand le nouveau président prend ses fonctions.
Barack Obama a déclaré vouloir déployer des renforts importants sur ce théâtre d'opérations en 2009.
Les effectifs déployés sur place passent alors de 20 000 à 100 000 hommes et les opérations militaires se déroulent au sud du pays (Kandahar). Les pertes de l'armée augmentent fortement et atteignent 25 000 hommes (tués et blessés) en 2013. Les chiffres 2021 donnent : 2 443 tués, 20 722 blessés. Initiateurs du conflit, les États-Unis se retirent du pays en 2014 (laissant sur place une force antiterroriste de quelques milliers d'hommes) sur un bilan très mitigé.

### France
4 000 en 2011, retrait des forces de combat fin 2012 et 2 500 en 2013.

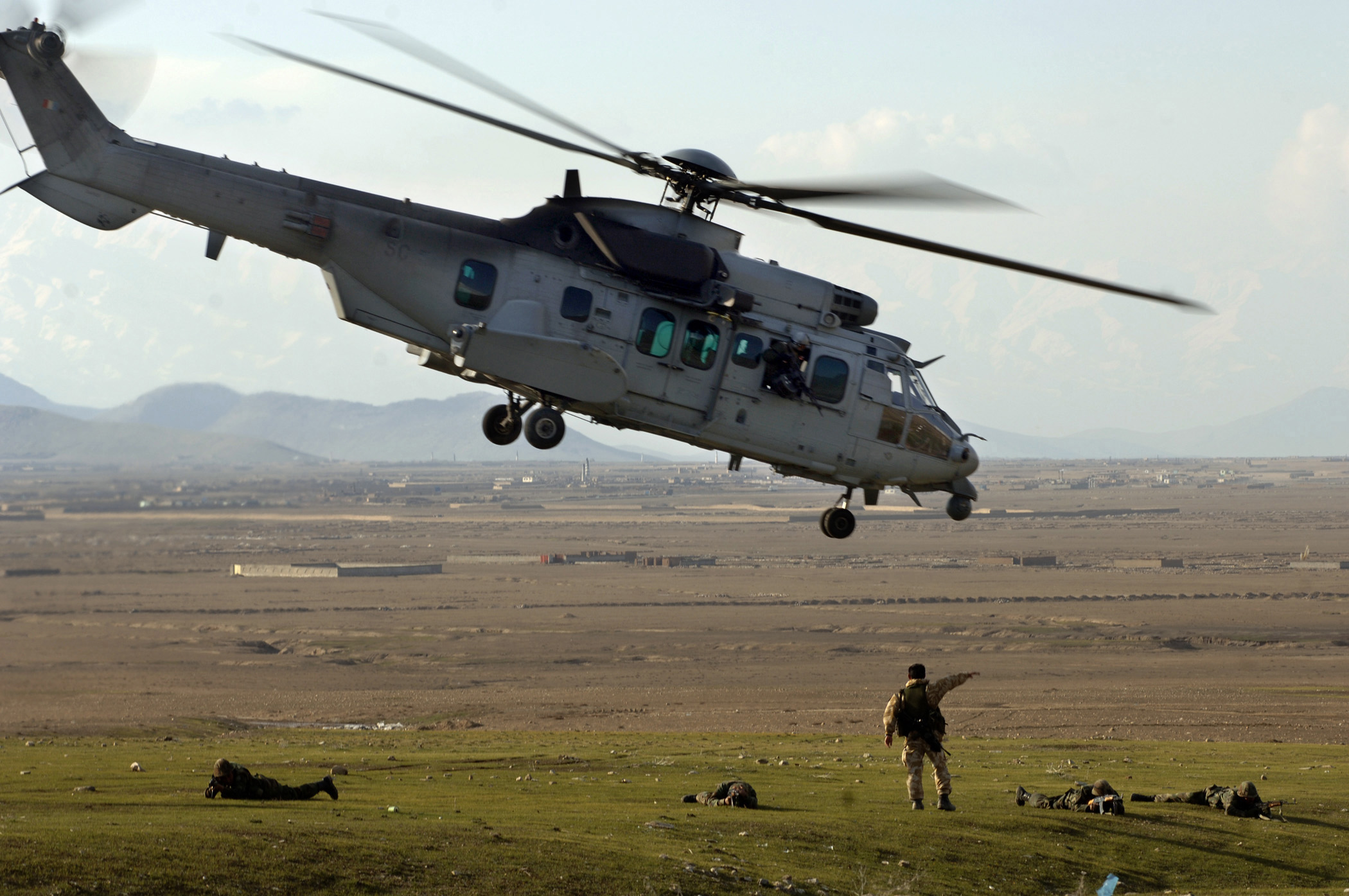
Caracal de l'ISAF en Afghanistan en 2007.

Déploiement de près de 4 000 hommes au sol, dont des instructeurs et des forces spéciales.
À partir du 26 octobre 2007, la rotation des avions de combat (6 appareils, soit des Mirage 2000 D, Mirage F1 ou des Rafale), qui se faisait précédemment depuis l'aéroport de Douchanbé au Tadjikistan, se fait désormais depuis l'aéroport de Kandahar, en Afghanistan.
Au total, 50 000 militaires français participent au conflit afghan. Parmi eux, 90 sont tués et 700 blessés.

### Italie
2 350 en 2009 et 3 770 en 2011.
2 000 hommes au sol, plusieurs navires de guerre, dont un porte-aéronef. 36 militaires italiens sont morts en Afghanistan depuis le déploiement du contingent italien.

### Lituanie
200 en 2009 et 180 en 2011.
40 soldats des forces spéciales depuis 2002, renforcés par 120 soldats dans la province de Ghowr depuis 2005 ; 1 soldat lituanien a été tué.

### Norvège
490 en 2009 et 415 en 2011.
Déploiement d'une équipe logistique et d'une équipe de déminage de l'armée norvégienne; également sur place un groupe de force spéciale de Marinejegerkommandoen et plusieurs avions de transports C-130 ; 9 soldats norvégiens ont été tués au combat.

### Nouvelle-Zélande
150 en 2009 et 235 en 2011.
Deux C-130 Hercules et un Boeing 757 de transport, ainsi qu'un contingent de troupes spéciales des Special Air Service of New Zealand (NZ SAS) (environ 120). Le nombre de NZ SAS a été augmenté jusqu'à 200 à la suite de la première perte néo-zélandaise.

### Pakistan
Le Pakistan est dans une position ambiguë. Même si l'armée pakistanaise mène des opérations militaires contre les talibans, l'ISI est accusée de fournir armes et munitions à ces derniers. Les autorités pakistanaises se sont pourtant progressivement retournées contre les talibans, surtout depuis 2007 et 2009. Toutefois, les opérations militaires menées par l'armée pakistanaise visent surtout des mouvements talibans pakistanais et peu les mouvements afghans. Ces derniers se servent du pays comme une base arrière, surtout au Waziristan du Nord.
Lors des opérations militaires contre les positions talibanes dans les régions tribales et la province de Khyber Pakhtunkhwa à la frontière pakistanaise, plus de 3 000 soldats pakistanais auraient été tués par les talibans, surtout depuis 2007.
Le Pakistan ne fait officiellement pas partie de la FIAS. Toutefois, le gouvernement a plusieurs fois proposé son aide pour la formation de l'armée afghane.

### Pologne
2 000 en 2009 et 2 490 en 2011 PKW Afghanistan.
Déploiement d'unités du GROM et 1 Pułk Specjalny Komandosów ; 44 soldats polonais des forces spéciales ont été tués en Afghanistan.

### Portugal
152 en 2009 et 115 en 2011.
115 commandos et 37 contrôleurs aériens à Kaboul. 2 soldats tués au combat.

### Roumanie
900 en 2009 et 1 695 en 2011.

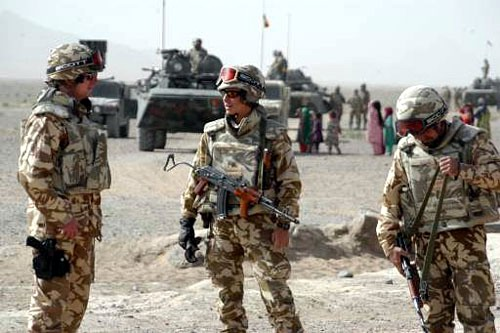
Troupes roumaines du d'infanterie, intervenant dans le cadre de l'ISAF dans le village de Haji Lalay Kalacha le 30 septembre 2003 pour une mission à visée humanitaire.

650 soldats, 25 policiers militaires et un avion de transport C-130 , 17 soldats roumains ont été tués.

### Royaume-Uni
8 300 en 2009 et 9 500 en 2011.
Le Royaume-Uni dispose de 3 000 soldats basés principalement dans la province d'Helmand, dans le sud du pays. Depuis 2001, 350 soldats britanniques ont été tués.

### Suède
265 en 2009 et 500 en 2011.
Environ 160 troupes d'élite et plusieurs équipes de déminage. Quatre de ces soldats ont été tués au combat en novembre et décembre 2005 ; un cinquième plus tard.

### Tchéquie
580 en 2009 et 470 en 2011.
Plusieurs forces spéciales, localisées au camp Mauer, sont assignées à la reconnaissance. Déployées une première fois en mars 2004 et retirées en septembre de la même année, elles devraient à nouveau être déployées en 2006. Un soldat est décédé dans un accident de la route (03/05/07) ; deux autres en opérations.

### Turquie
690 en 2009 et 1 825 en 2011
Les soldats turcs ne participent pas aux opérations de combat contre les insurgés.
Deux soldats turcs ont été tués en Afghanistan depuis le déploiement du contingent turc dans ce pays.

### Les autres nations présentes

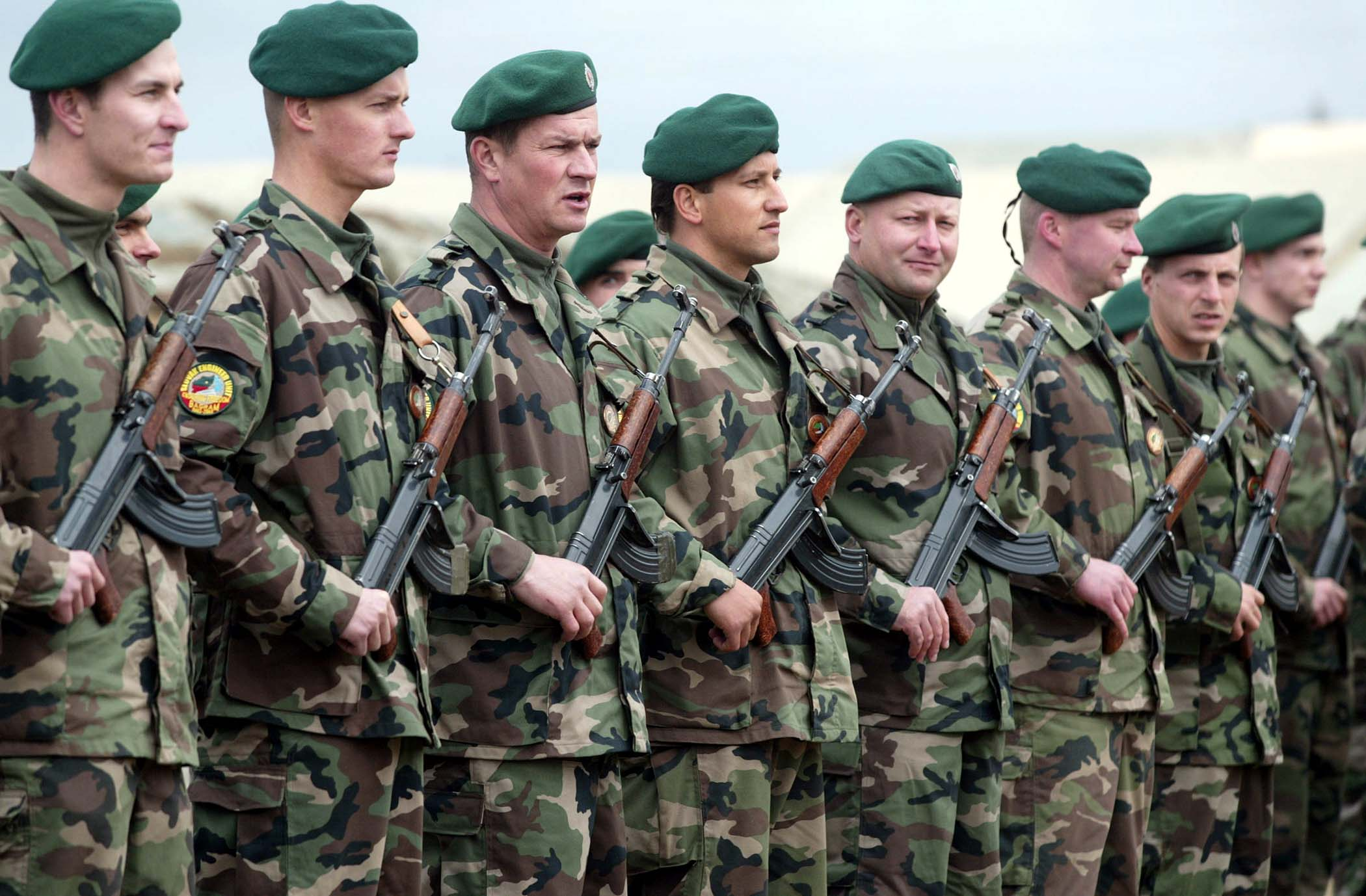
Soldats des forces slovaques.

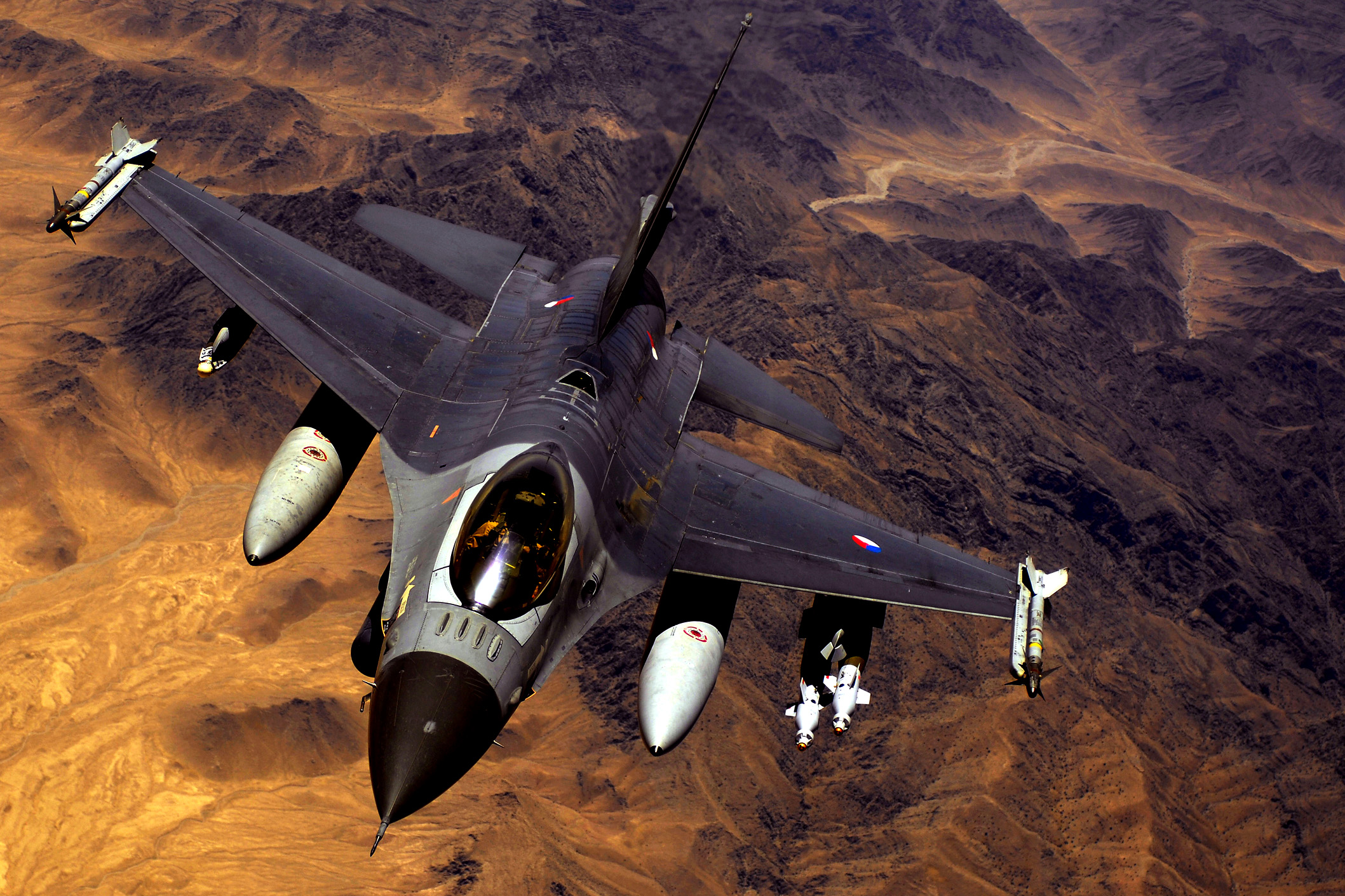
F16 de la force aérienne néerlandaise.

La force otanienne compte également des contingents plus réduits, ainsi que des partenaires agissant sous mandat de l’ONU.
- Arménie : 40 en 2011
- Autriche : 4 en 2009 et 3 en 2011
- Azerbaïdjan : 90 en 2009 et 95 en 2011
- Bosnie-Herzégovine : 10 en 2009 et 45 en 2011
- Bulgarie : 470 en 2009 et 610 en 2011
- Corée du Sud : 245 en 2011 ; 2 soldats tués
- Estonie : 140 en 2009 et 160 en 2011 ; 8 soldats tués.
- Finlande : 110 en 2009 et 165 en 2011 ; 1 soldat finlandais a été tué lors de l'explosion d'une bombe.
- Géorgie : 174 en 2009 et 925 en 2011 ; 5 soldats tués
- Grèce : 140 en 2009 et 135 en 2011
- Hongrie : 370 en 2009 et 520 en 2011 ; 4 soldats tués.
- Islande : 8 en 2009 et 5 en 2011
- Irlande : 7 en 2009 et 7 en 2011
- Jordanie : 4 en 2009 et 0 en 2011 ; 1 soldat tué
- Lettonie : 160 en 2009 et 135 en 2011 ; 3 soldats tués.
- Luxembourg : 9 en 2009, demeuré stable en 2011
- Mongolie : 60 en 2011
- Monténégro : 35 en 2011
- Pays-Bas : 1 950 en 2009 et 0 en 2011; 25 soldats tués
- Singapour : 20 en 2009 et 50 en 2011
- Slovaquie : 120 en 2009 et 300 en 2011
- Slovénie : 70 en 2009 et 80 en 2011
- Macédoine du Nord : 170 en 2009 et 165 en 2011
- Tonga : 55 en 2011
- Ukraine : 10 en 2009 et 20 en 2011
- Émirats arabes unis : 25 en 2009 et 35 en 2011
- Suisse : 31 engagés de mars 2003 jusqu'à février 2008
- Philippines
- Thaïlande
- Taïwan

## Le rôle du Canada
Le Canada compte un peu plus de 2 830 hommes en Afghanistan dont des éléments des Forces Spéciales du FOI-2 et des chars Leopard C2 (18 unités) et Léopard 2 A6M (20 unités), ce qui en fait le cinquième partenaire en importance de l'alliance à prendre part aux combats après les États-Unis, le Royaume-Uni, l'Allemagne et la France. Le Canada dirige le district de Kandahar qui est le secteur le plus dangereux de l'Afghanistan. En plus, le Canada commande l'équipe de reconstruction régionale de Kandahar et forme des soldats et des policiers afghans.

## Le rôle de la France
La France a contribué en 2007 à hauteur de 1 670 militaires à l'ISAF en formant les futurs officiers de l'armée nationale afghane (ANA) et en menant l'opération Pamir, chargée par la FIAS, ou ISAF, de conduire des patrouilles de sécurisation dans la province de Kaboul et dans la plaine de la Shamali, plus au nord et apporte un appui aérien aux forces alliés.
En mars et avril 2008, devant les demandes de ses alliés le président de la République Nicolas Sarkozy a promis à l'OTAN que des renforts de quelques centaines de militaires allait être déployés.
En août 2008, on compte environ 2 500 à 3 000 avec une présence de chasseurs de l'armée de l'air et de l'aviation navale françaises.

## Bilan humain
En août 2009, la coalition comptabilisait 1 285 tués (dont 766 américains) depuis le début des opérations en septembre 2001, la plupart de ces victimes étant dues à des engins explosifs improvisés ; ce nombre a été porté à un total de 2 237 soldats morts en opération en janvier 2011, ainsi que 92 autres hors d'Afghanistan.
Les pertes civiles sont difficiles à estimer car la politique de la FIAS est de ne pas les comptabiliser ; cependant, les divers rapports mis bout à bout font état de plus de 14 000 morts, incluant les forces de polices et les milices.
Les pertes du côté des talibans sont plus élevées, bien qu'aucun rapport n'apporte de données vérifiées ou vérifiables, on peut avancer un chiffre supérieur à 25 000 pertes depuis 2001.
Le retrait de la FIAS en 2014 se conclut sur un bilan très mitigé.
Le coût prohibitif de la guerre est estimé à 3 000 milliards de dollars pour les pays membres de la Coalition.
5 000 soldats de la coalition ont été tués en 13 ans de guerre.
Oussama Ben Laden, le responsable des attentats de 2001 et la principale raison du déclenchement du conflit, a été trouvé et tué au Pakistan en 2011 (et non pas en Afghanistan).
Les organisations criminelles comme Al-Qaida, bien qu'affaiblies, restent très actives dans la région (voir Guerre au Pakistan et Guerre en Syrie)
La situation politique du pays est très instable avec une extension de la guérilla sur 80 % du territoire afghan, en dépit des nombreuses offensives militaires de la coalition.
Une part importante de la population afghane ne reconnait pas la légitimité du gouvernement central de Kaboul.
L'armée et la police nationale demeurent peu efficaces malgré leur grande puissance de feu et sont infiltrés par les insurgés talibans.